# Battaglia di Kirk Kilisse
La battaglia di Kirk Kilisse, anche detta battaglia di Lozengrad, venne combattuta tra il 22 e il 24 ottobre 1912 nell'ambito della prima guerra balcanica, nei pressi dell'omonima cittadina oggi chiamata Kırklareli, nella Turchia europea: la battaglia vide le forze del Regno di Bulgaria guidate dal generale Ivan Fičev scontrarsi con l'armata ottomana del generale Abdullah Pascià, attestata a difesa della città, importante caposaldo lungo la strada per Istanbul; lo scontro si concluse con una netta vittoria bulgara e il disordinato ripiegamento dell'armata ottomana.

## Antefatti
Il 18 ottobre 1912 Bulgaria, Serbia e Grecia dichiararono guerra all'Impero ottomano, dando il via alla prima guerra balcanica. Mentre serbi e greci si concentravano nella conquista della regione della Macedonia, il principale sforzo bellico bulgaro fu diretto in Tracia: sotto la direzione del generale Ivan Fičev, capo di stato maggiore dell'esercito, la Seconda Armata bulgara del generale Nikola Ivanov fu incaricata di investire e porre l'assedio alla grande fortezza ottomana di Adrianopoli, mentre la Prima Armata del generale Vasil Kutinchev si dirigeva verso le principali forze campali nemiche, attestate sulla linea Adrianopoli - İnece - Kirk Kilisse, con la Terza Armata di Radko Dimitriev intenta a compiere una manovra aggirante da est; in totale, i bulgari mettevano in campo 297 000 uomini
A queste forze si opponeva l'Armata orientale (o Armata della Tracia) del generale Abdullah Pascià: benché riunisse molte unità regolari dell'esercito ottomano, l'armata era gravemente a corto di uomini a causa delle lente procedure di mobilitazione e del boicottaggio delle reclute cristiane, potendo allineare all'inizio delle ostilità circa 115 000 uomini (oltre ai 60 000 di guarnigione a Adrianopoli), destinati però ad aumentare rapidamente grazie all'afflusso di rinforzi dall'Anatolia. A dispetto dell'iniziale inferiorità numerica delle forze ottomane, però, il ministro della guerra di Istanbul Nazim Pascià ordinò all'Armata orientale di sferrare un attacco contro i bulgari avanzanti, nella speranza di coglierli impreparati.

## La battaglia
Le prime forze bulgare varcarono la frontiera il 18 ottobre 1912, respingendo facilmente le deboli forze poste a copertura del confine: mentre la Seconda Armata investiva Adrianopoli, la Prima Armata di Kutinchev puntava su Kirk Kilisse, con la Terza Armata di Dimitriev più a est intenta ad attraversare il massiccio montuoso dello Strandzha. Il 21 ottobre, con i bulgari di Kutinchev a 15-20 chilometri da Kirk Kilisse, gli Ottomani lanciarono la loro offensiva: il piano di Nazim Pascià puntava a lanciare un attacco lungo la linea Adrianopoli-Kirk Kilisse per separare la Prima dalla Seconda Armata, aggirare la prima su entrambi i fianchi e batterla separatamente; le forze di Abdullah Pascià, tuttavia, erano ancora incomplete (solo 98 000 uomini erano pronti a muovere), a molti reparti facevano difetto addestramento e armi moderne, e le informazioni sulla posizione dei reparti bulgari erano frammentarie.
La battaglia si accese la mattina del 22 ottobre: da sinistra a destra, il IV, il I e il II Corpo d'armata ottomani cozzarono contro il fronte della Prima Armata bulgara, venendo però bloccati da una serie di cariche alla baionetta dei reparti di Kutinchev. Un ruolo molto delicato era riservato al III Corpo d'armata ottomano del generale Mahmut Muhtar Pascià, schierato all'estrema destra e incaricato di aggirare il fianco orientale della Prima Armata. Sotto una pioggia costante che riduceva le strade in un pantano, il III Corpo si mosse lentamente per poi scontrarsi inaspettatamente ad occidente del villaggio di Petra con la Terza Armata bulgara di Dimitriev, giunta sul campo di battaglia a marce forzate (120 chilometri in cinque giorni). Gli Ottomani lanciarono una serie di poco coordinati assalti frontali contro le posizioni nemiche, venendo respinti dal fuoco dell'artiglieria bulgara che causò loro molte perdite. A occidente, la guarnigione ottomana di Adrianopoli tentò una sortita in appoggio dell'armata campale di Abdullah Pascià, ma dopo un iniziale successo fu ributtata indietro da un deciso contrattacco delle riserve bulgare quella sera stessa.
Contrattacchi bulgari sul fronte della Prima Armata continuarono per tutta la notte tra il 22 e il 23 ottobre, disorganizzando e demoralizzando diversi reparti ottomani. Alle 05:30 del 23 ottobre i bulgari di Dimitriev lanciarono un pesante attacco contro il III Corpo d'armata ottomano, con una serie di cariche alla baionetta ben appoggiate dall'artiglieria. Gli Ottomani iniziarono ad arretrare, con un certo ordine, cercando di attestarsi su una seconda linea difensiva, ma verso le 13:30 i reparti schierati sul fianco sinistro (una divisione di riservisti male equipaggiati) furono colti dal panico e si ritirarono verso sud, obbligando Mahmut Muhtar Pascià a ordinare un ripiegamento generale verso Kirk Kilisse. Con il suo fianco orientale minacciato dai bulgari di Dimitriev, la mattina del 24 ottobre l'armata ottomana iniziò un ripiegamento generale verso una nuova linea difensiva 30 chilometri più a sud, lungo la linea Lüleburgaz - Karaağaç - Bunarhisar. La ritirata si svolse con notevole disordine, con diversi cannoni e altri equipaggiamenti militari abbandonati sul campo, ma i bulgari, esausti per il duro scontro, non furono in grado di approfittarne, limitandosi a occupare Kirk Kilisse non appena fu sgombrata dal grosso dei reparti ottomani.

## Conseguenze
Dopo appena sei giorni di guerra, i bulgari ottennero una importante vittoria sugli Ottomani: al prezzo di 887 morti, 4 034 feriti e 824 dispersi, le armate bulgare avevano inflitto 1 500 tra morti e feriti ai reparti ottomani, oltre a catturare tra i 2 000 e i 3 000 prigionieri, 58 cannoni, due aeroplani e altro equipaggiamento militare.
La caduta di Kirk Kilisse, una importante piazzaforte strategica giudicata "la chiave dell'Impero" dai consiglieri militari tedeschi dell'esercito ottomano, provocò un crollo del morale dei reparti ottomani, che ripiegarono su tutto il fronte. L'inseguimento bulgaro si svolse però con una certa lentezza, dando il tempo ad Abdullah Pascià di attestarsi sulla nuova linea difensiva e di rimpinguare i ranghi della sua armata con truppe fresche provenienti dall'Anatolia. Il 29 ottobre 1912 i due contendenti tornarono ad affrontarsi nella battaglia di Lüleburgaz: ancora una volta, la determinazione e il miglior addestramento dei reparti bulgari si rivelarono decisivi, e dopo una sanguinosa battaglia durata quattro giorni la linea ottomana fu infranta e l'Armata Orientale costretta a una nuova disorganizzata ritirata verso Istanbul.